# Cayaltí
Cayaltí es una localidad peruana, capital del distrito homónimo ubicado en la provincia de Chiclayo en el departamento de Lambayeque.

## Demografía
En el 2017 contaba con una población de 12 688 habitantes por lo que es la localidad más poblada del distrito.

## Referencias

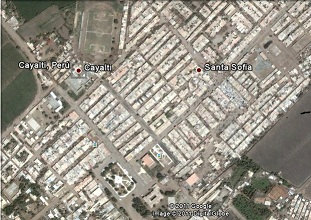
Mapa de la ciudad.

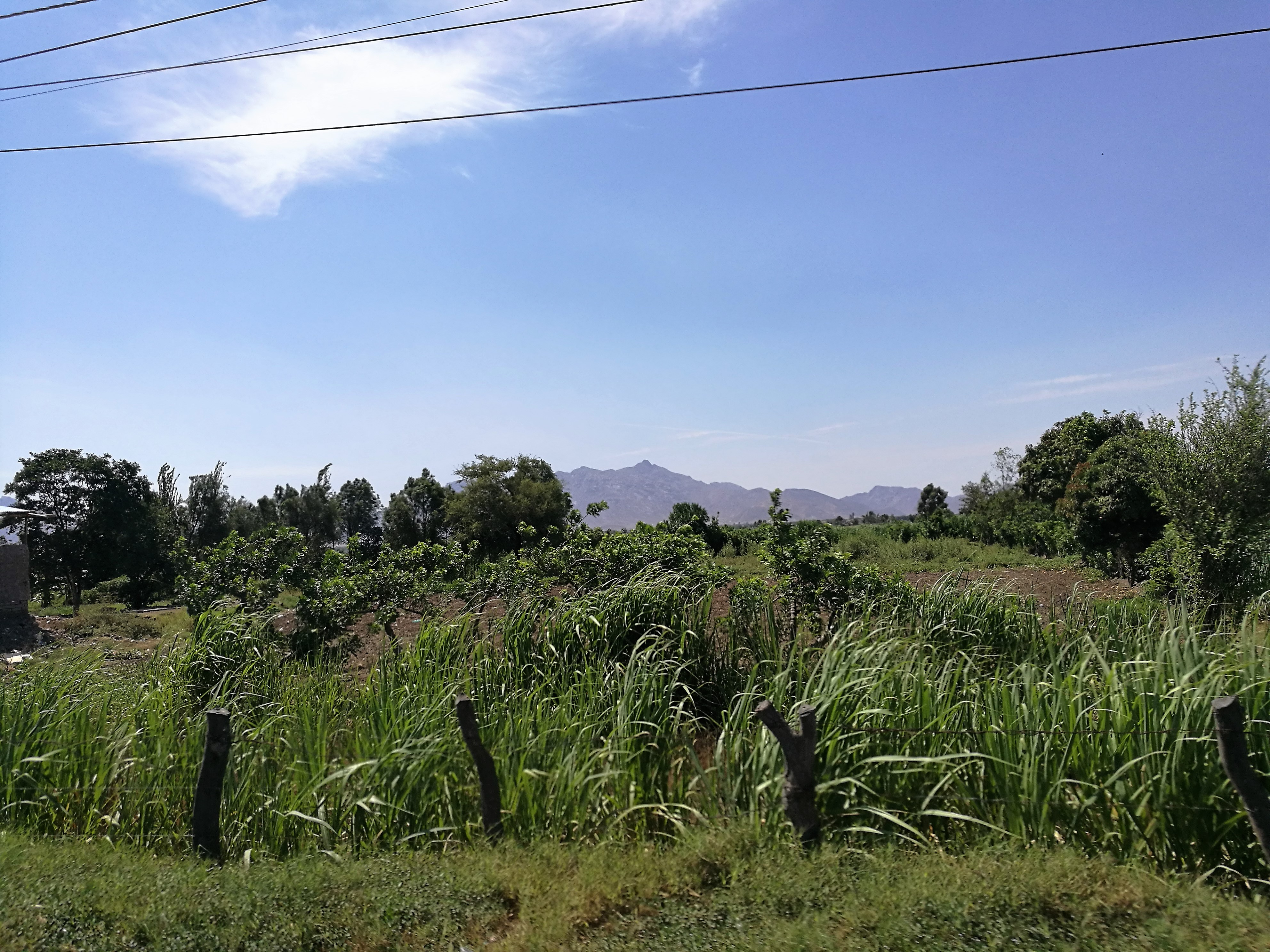
Campos en los alrededores de Cayaltí.